# كازالفيكيو سيكولو
كازالفيكيو سيكولو (بالإيطالية: Casalvecchio Siculo)‏ هي بلدية في مقاطعة ميسينا في صقلية الإيطالية.

## السكان
في سنة 1861 بلغ عدد السكان 2٬351 نسمة، وتطور العدد ليصل في سنة 2011 لـ 907 نسمة.
يظهر هذا المخطط البياني تطور النمو السكاني لـ كازالفيكيو سيكولو